# Вокзал для двох
«Вокза́л для двох» (рос. «Вокзал для двоих») — радянський художній фільм 1982 року, знятий на кіностудії «Мосфільм» режисером Ельдаром Рязановим. Фільм був учасником офіційної конкурсної програми Каннського кінофестивалю 1983 року. Лідер радянського кінопрокату.

## Сюжет
Платон (Олег Басилашвілі) їде на поїзді «Москва–Душанбе» в місто Грибоєдов. На проміжній станції він заходить пообідати в привокзальний ресторан. Комплексний обід виявляється огидним. Платон відмовляється від їжі і намагається піти, але офіціантка Віра (Людмила Гурченко) вимагає оплати і не випускає Платона з ресторану, в результаті чого він запізнюється на потяг...

## У головних ролях
| Актор              | Роль                    |
| ------------------ | ----------------------- |
| Олег Басилашвілі   | Платон Рябінін          |
| Людмила Гурченко   | Віра Нефьодова          |
| Микита Михалков    | провідник поїзда Андрій |
| Олександр Ширвіндт | піаніст Шурік           |
| Нонна Мордюкова    | «дядя Міша»             |